# گمینا شدووویتس
گمینا شدووویتس (به لهستانی:  Gmina Szydłowiec) یک گمینا در لهستان است که در شهرستان شدووویتس واقع شده‌است. گمینا شدووویتس ۱۳۸٫۱۵ کیلومتر مربع مساحت و ۱۹٬۲۹۰ نفر جمعیت دارد.